# Semina Scientiarum
Semina Scientiarum ist eine philosophische Fachzeitschrift, die sich ausschließlich dem Gebiet der Wissenschaftstheorie widmet. Jährlich erscheint ein ca. 150–200 Seiten umfassendes Heft mit Artikeln, Reviews und Berichten. Die Texte betreffen alle Aspekte der Philosophie in Wissenschaft (philosophy in science), sowie Epistemologie, Cognitive Sciences, Methodologie, Kosmologie und ähnliche Disziplinen.